# シロスジコガモ
シロスジコガモ（白筋小鴨、Anas bernieri）は、カモ目カモ科マガモ属に分類される鳥類の一種。

## 分布
マダガスカル西部固有種

## 形態
全長40センチメートル。翼長オス20.3-21.3センチメートル、メス19.2-19.8センチメートル。上面の羽衣は暗褐色、下面の羽衣は羽毛の外縁（羽縁）が暗褐色の明褐色。頬の羽衣は明褐色。次列風切の光沢（翼鏡）は黒く、前方に白く幅広い帯模様が入る。
虹彩は暗褐色。嘴や後肢の色彩はピンク色や橙色。

## 生態
ガマやヨシなどの抽水植物が繁茂した汽水湖などに生息する。ペアや家族群が観察された例がある。
食性は不明だが、浅瀬を徘徊しながら泥を濾し取り採食を行う。
繁殖形態は卵生。水面にヨシを組み合わせた巣を作る。1回に2-4個、8-10個の卵を産んだ例がある。

## 人間との関係
開発による生息地の破壊、狩猟などにより生息数は減少している。保護対策として飼育下で繁殖させる試みが進められている。1970年代前期における生息数は180羽以下、1993年における生息数は100-500羽と推定されている。